# 北京市通州区培智学校
39°53′26″N 116°38′35″E / 39.890658°N 116.64318°E
北京市通州区培智学校是一家教育部门主办的全日、寄宿制特殊教育学校，位于北京市通州区运河西大街6号。学校专门招收听残、智残、孤独症及多重残疾学生。2017年的资料显示，学校由教学班18个，教师62人，学生121人，其中市级学科带头人及市骨干教师2人，区级骨干教师3人。

## 杰出教师
- 李银环：获全国五一劳动奖章、全国先进工作者、首都未成年人思想道德建设先进个人、北京市人民教师奖、2015年全国教书育人楷模[3]

## 荣誉
- 全国巾帼文明示范岗
- 全国体育先进学校
- 北京市校园环境管理示范校
- 北京市扶残助残先进集体
- 北京市教育科研先进单位
- 北京市校本培训示范校
- 通州区师德群体建设先进单位
- 通州区先进职工之家
- 通州区文明单位